# Phaea hoegei
Phaea hoegei es una especie de escarabajo longicornio del género Phaea, tribu Tetraopini, subfamilia Lamiinae. Fue descrita científicamente por Bates en 1881.

## Descripción
Mide 9-13,5 milímetros de longitud.

## Distribución
Se distribuye por Costa Rica, Honduras, México, Nicaragua y Panamá.